# Latulipe-et-Gaboury
Pour les articles homonymes, voir Latulippe et Gaboury.
Latulipe-et-Gaboury est une municipalité de cantons unis de la province de Québec (Canada), dans la municipalité régionale de comté de Témiscamingue de la région administrative Abitibi-Témiscamingue.
Latulipe-et-Gaboury est jumelée avec la commune de Brocas (France).

## Toponymie
Latulipe rappelle le nom de l'évêque Élie-Anicet Latulipe, tandis que Gaboury fait référence à l'homme politique Tancrède-Charles Gaboury.

## Histoire
- 1909 : Fondation du canton de Latulipe.
- 1919 : Fondation du canton de Gaboury.
- 18 novembre 1924 : Création des cantons unis de Latulipe-et-Gaboury par la fusion des cantons de Latulipe et de Gaboury.

## Démographie
| 1991 | 1996 | 2001 | 2006 | 2011 | 2016 | 2021 |
| ---- | ---- | ---- | ---- | ---- | ---- | ---- |
| 366  | 351  | 357  | 333  | 304  | 295  | 320  |

- Gentilé : Tulipien, Tulipienne.

## Administration
Les élections municipales se font en bloc pour le maire et les six conseillers.
| Latulipe-et-Gaboury Maires depuis 2001                                                                               |                 |                    |          |
| Élection | Maire           | Qualité            | Résultat |
| 2001 | Roger Breton    |                    | Voir     |
| 2005 | Réjean Paquin   |                    | Voir     |
| n/d | Yvon Gingras    |                    | Voir     |
| 2009 | Yvon Gingras    | Voir               |          |
| 2013 | Michel Duval    |                    | Voir     |
| 2017 | France Marion   |                    | Voir     |
| n/d | Vincent Gingras |                    | Voir     |
| 2021 | Vacant          | Aucune candidature | Voir     |
| déc. 2021 | Vincent Gingras |                    | Voir     |
| Élection partielle en italique Depuis 2005, les élections sont simultanées dans toutes les municipalités québécoises |                 |                    |          |

## Galerie de photographie
|                                  |
| Église Saint-Antoine de Latulipe |

|                            |
| Ancienne école de Latulipe |

|                                                    |
| Pont couvert Landry, patrimoine culturel du Québec |